# Bayou
Un bayou (de la voz choctaw bayuk, que significa arroyo o río pequeño) es un término geográfico que en Luisiana sirve para designar una masa de agua formada por antiguos brazos y meandros del río Misisipi. 

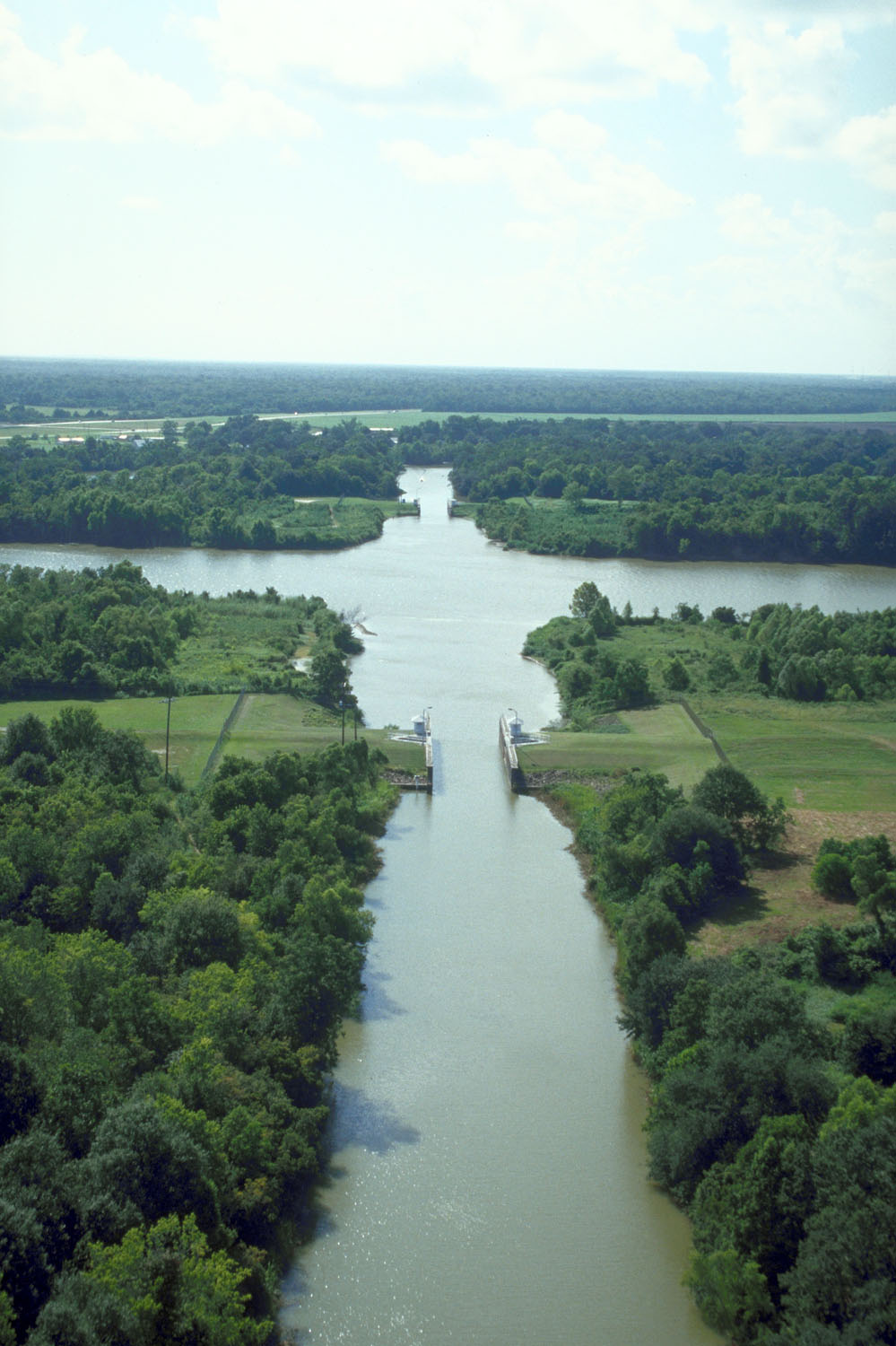
Intersección del bayou Teche y de una parte del río Atchafalaya, cerca de Patterson (Luisiana).

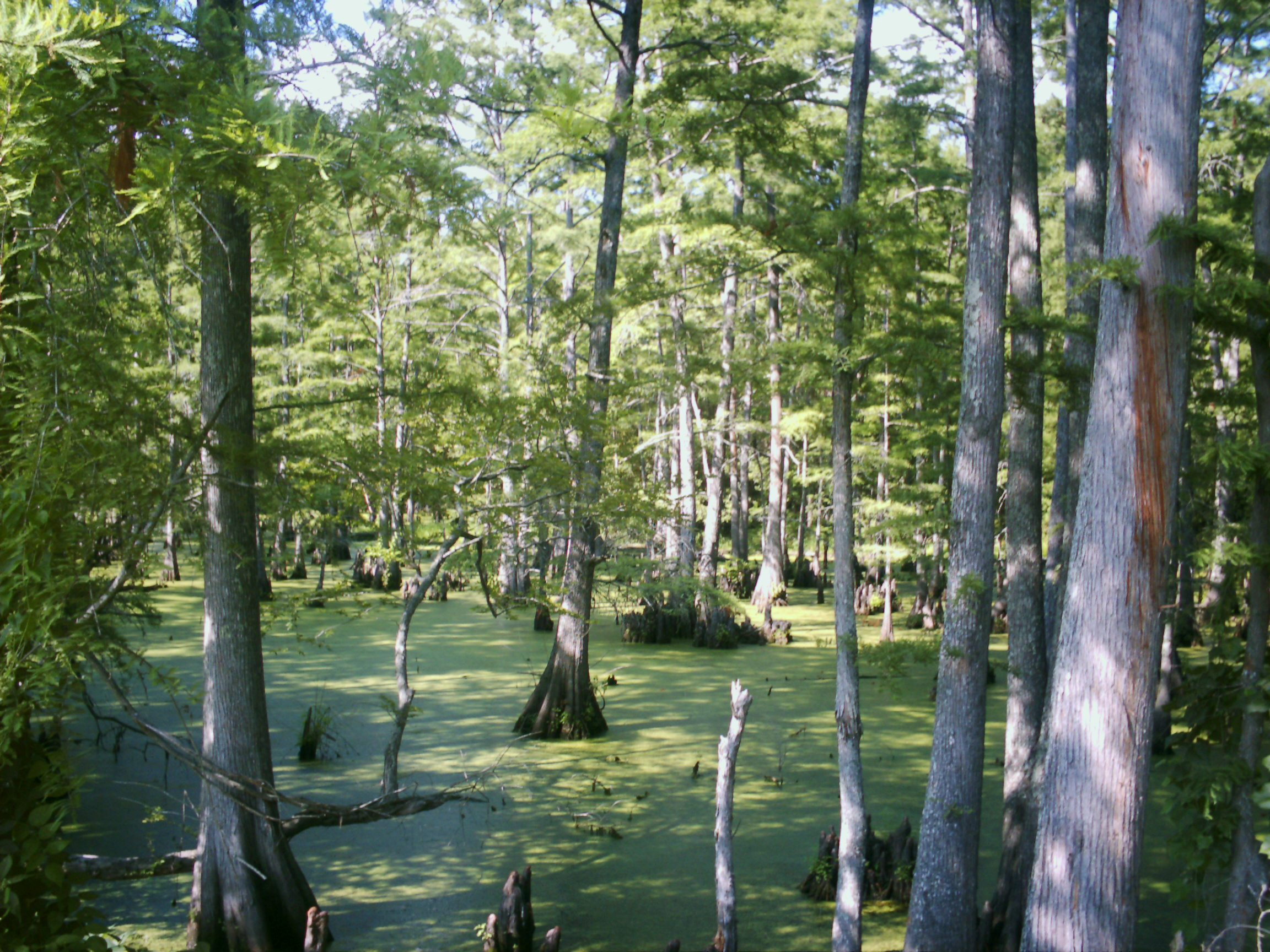
El bayou Cypress en Jefferson, Texas.

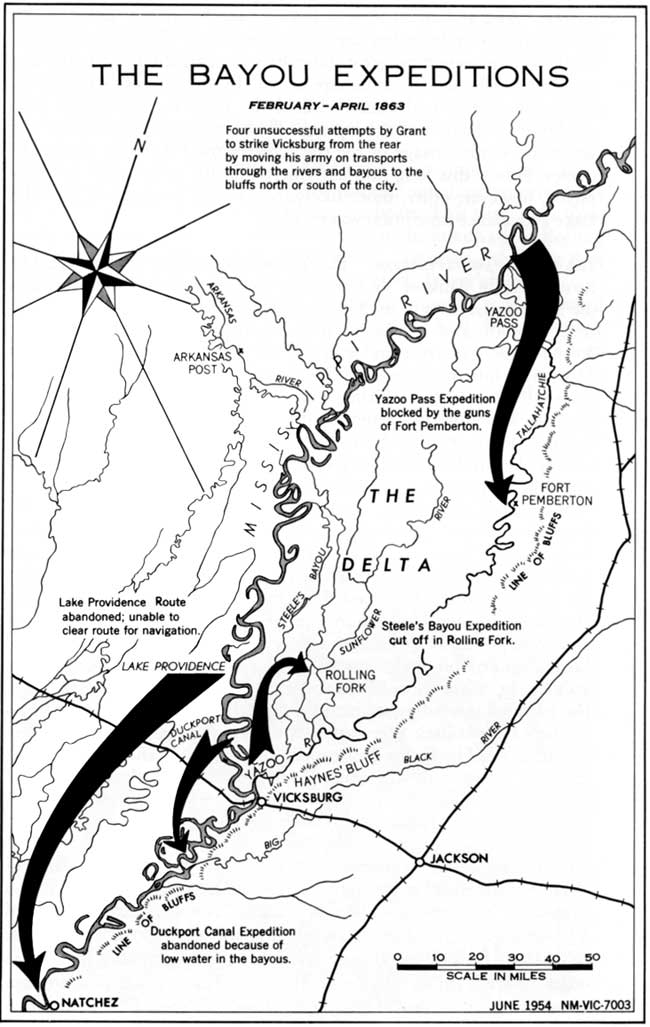
Expedición a los bayous (1863).

Los bayous se localizan en la parte sur del estado, formando una red navegable de miles de kilómetros. En los bayous, una corriente muy lenta, apenas perceptible, fluye hacia el mar durante la marea baja y hacia arriba con la marea alta. Un bayou está generalmente infestado de mosquitos y otros insectos voladores. 
Por extensión, el término bayou además se utiliza en geografía para designar arroyos o pequeños ríos de discurrir muy lento, y también antiguos brazos o meandros abandonados. Los bayous se encuentran generalmente en zonas muy llanas y en deltas. En general, el agua que discurre en ellos se mueve mucho más despacio que la del curso principal. En España, la voz aragonesa galacho tiene un significado muy parecido, aunque es de uso muy local y se emplea para antiguos brazos y canales del río Ebro. En el delta del Paraná, frente a Buenos Aires, República Argentina, se ha adoptado la voz "riacho", río de pequeño caudal, para designar los innúmeros brazos de agua que separan las islas que continuamente se forman y modifican con los sedimentos transportados desde las tierras altas tropicales por el sistema fluvial Paraguay-Paraná. 

## Bayousde Estados Unidos
Ejemplos de bayous en el sur de los Estados Unidos: 
- Bayou Plaquemine, en Luisiana, con una longitud de 121 km, que desagua directamente en el golfo de México;
- Bayou Vermilion o río Vermilion, en Luisiana, con una longitud de 116 km, que desagua directamente en el golfo de México;
- Bayou Nezpiqué, en Luisiana, con una longitud de 110 km, que desagua directamente en el golfo de México;
- Bayou Lafourche, en Luisiana, que desagua directamente en el golfo de México;
- Bayou St. John, en el estado de Luisiana;
- Bayou Bartholomew, en el río Ouachita, en los estados de Arkansas y Luisiana, con más de 600 km es el más largo del mundo;
- Bayou Cypress, en la cuenca del río Rojo;
- Bayou Buffalo, en el estado de Texas, con una longitud de 85 km y que desagua directamente en el golfo de México;

Por extensión, se llama el Bayou a la gran región pantanosa del sur de Luisiana. Este espacio anfibio fue ocupado por los acadianos francófonos que vivían principalmente de los productos de la pesca y la caza. y se extiende desde Houston (Texas), a Mobile (Alabama), con su centro en Nueva Orleans, Luisiana. Los primeros asentamientos de acadianos en el sur de Luisiana estaban cerca del Bayou Lafourche y del Bayou de los Ecores, lo que condujo a una estrecha asociación de Bayou con la cultura cajún.

## Origen del nombre
Empezó a usarse este término en francés en el estado de Luisiana y se cree que procede de la palabra de la tribu choctaw «bayuk», que significa 'arroyo' o 'río pequeño'. Otra teoría sostiene que el origen son las palabras francesas «bas lieu» (pronunciado fonéticamente como ba-li-you) que significan 'tierra baja'. 
Una grafía alternativa, «buyou», también se ha utilizado, como el nombre «Pine Buyou», empleado en una descripción del Territorio de Arkansas por parte del Congreso en 1833.
Por último, hay que tener en cuenta la primera colonización española de Luisiana, después del viaje de exploración de Hernando de Soto. En español, el término se denomina bajío de donde puede muy bien proceder la palabra bayou, con una grafía distinta pero con pronunciación similar. El DRAE incluye una acepción de bajío que significa terreno bajo y que se emplea en América.

## En la cultura popular
- Gambito, integrante de los X-men fue criado en el Bayou
- Hay una canción de la banda de rock estadounidense Creedence Clearwater Revival llamada «Born on the Bayou» (Nacido en el Bayou), publicada en su segundo álbum de estudio Bayou Country, de 1969.
- Hay otra canción de la banda The Byrds llamada «Lover of the Bayou», publicado en el álbum Untitled (1970).
- Bayou es uno de los grandes éxitos de Barry White y su banda The Love Unlimited Orchestra.
- La película "Vivir y dejar morir", ambientada mayormente en Luisiana, incluye escenas de persecución en botes de motor, de las más famosas del cine, filmadas en Bayou Des Allemands.
- En la película animada de Disney, Rescuers, aparece el bayou del Diablo (Devil's Bayou), un valle pantanoso ubicado en Luisiana en el que se esconde la malvada Medusa y tiene secuestrada a la niña huérfana Penny.
- Roy Orbison grabó en los años sesenta una canción llamada «Blue Bayou», que posteriormente fue interpretada por Linda Ronstadt y varios cantantes más.
- En el videojuego Red Dead Redemption 2 hay una región llamada Bayou Nwa, basada en los pantanos de Luisiana, donde esta la ciudad de Saint Denis que está basada en Nueva Orleans.
- En el videojuego Age of Empires 3, uno de los mapas para partidas individuales se denominada Bayou, teniendo las características de un pantano.
- En el videojuego Mafia III, ambientado en Nueva Orleans, uno de los 10 distritos del juego es El Bayou, el cual es un pantano sin ley, donde normalmente se hace contrabando de marihuana y armas.
- En el videojuego de Nintendo 64 Rayman II  uno de los niveles transcurre en un bayou en el que el personaje principal huye de la flota pirata del Capitán Barbaguda.
- La trama del videojuego de terror Resident Evil 7 se desarrolla en una plantación abandonada cerca del pueblo ficticio de Dulvey, en los bayous de Luisiana.
- En la película animada de Disney The Princess and the Frog, los personajes una vez convertidos en batracios se internan en el Bayou en busca de la hechicera que los pueda liberar del encantamiento.
- En el episodio 10 de la temporada 5 de la serie de TV "Alfred Hitchcock Presents" titulado "Special Delivery" se menciona un invernadero en Luisiana denominado "Great Bayou" donde supuestamente distribuían hongos de otro planeta, con el fin de conquistar la Tierra.
- Los raperos estadounidenses YoungBoy Never Broke Again y Birdman produjeron un mixtape en colaboración llamado «From the Bayou»

Bayou de los alemanes.
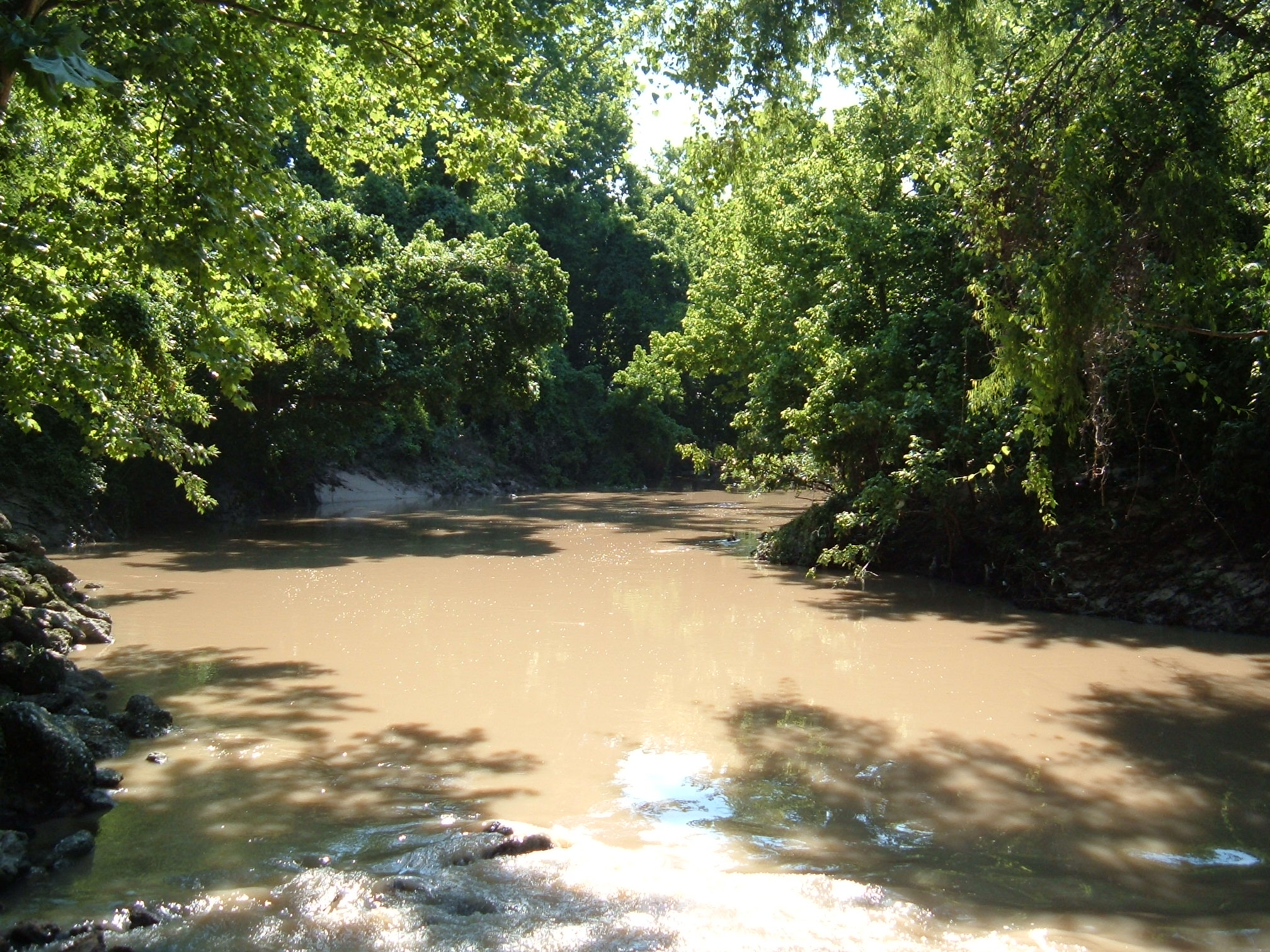
Bayou Buffalo.
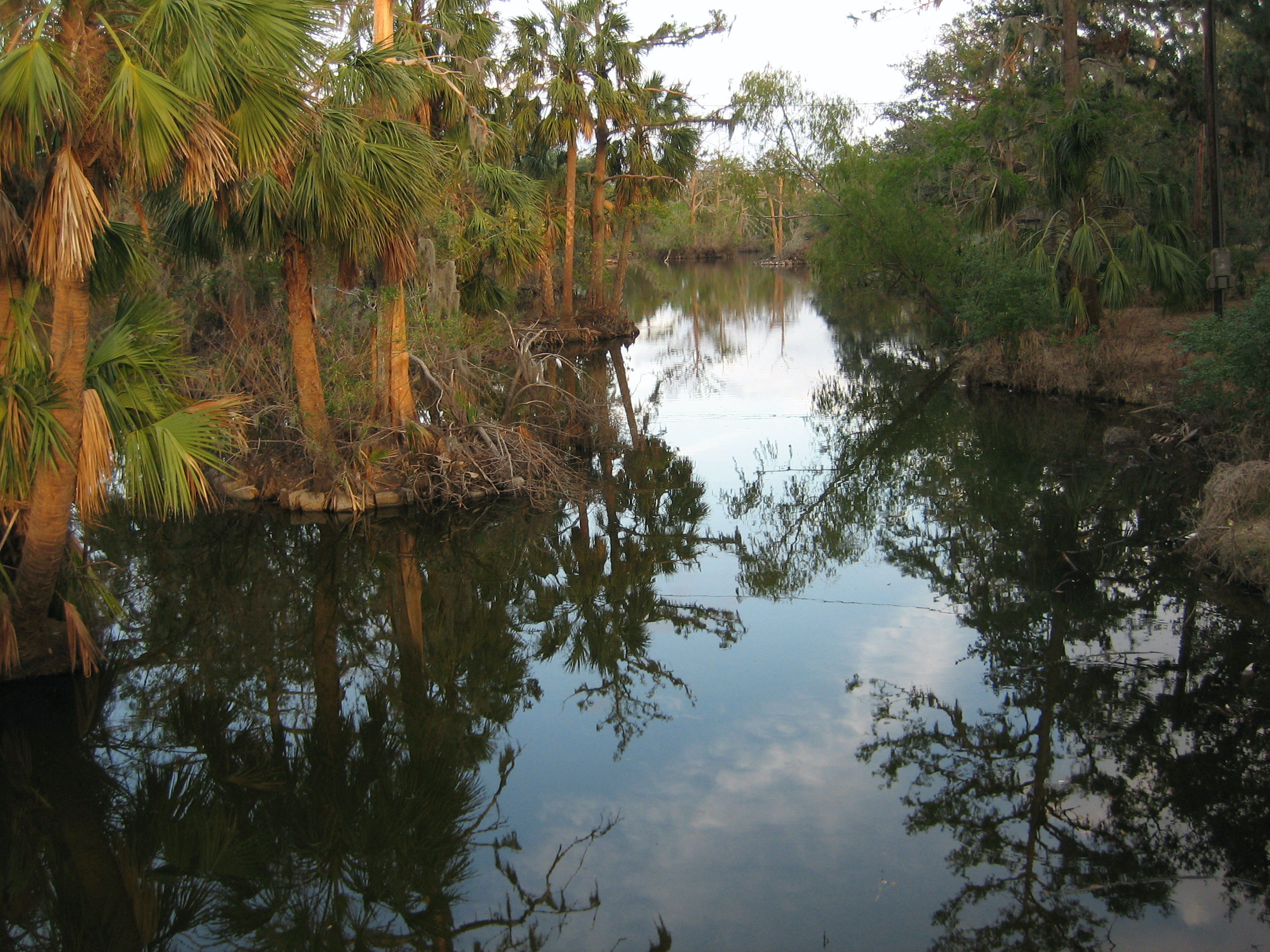
Bayou de La Métairie.
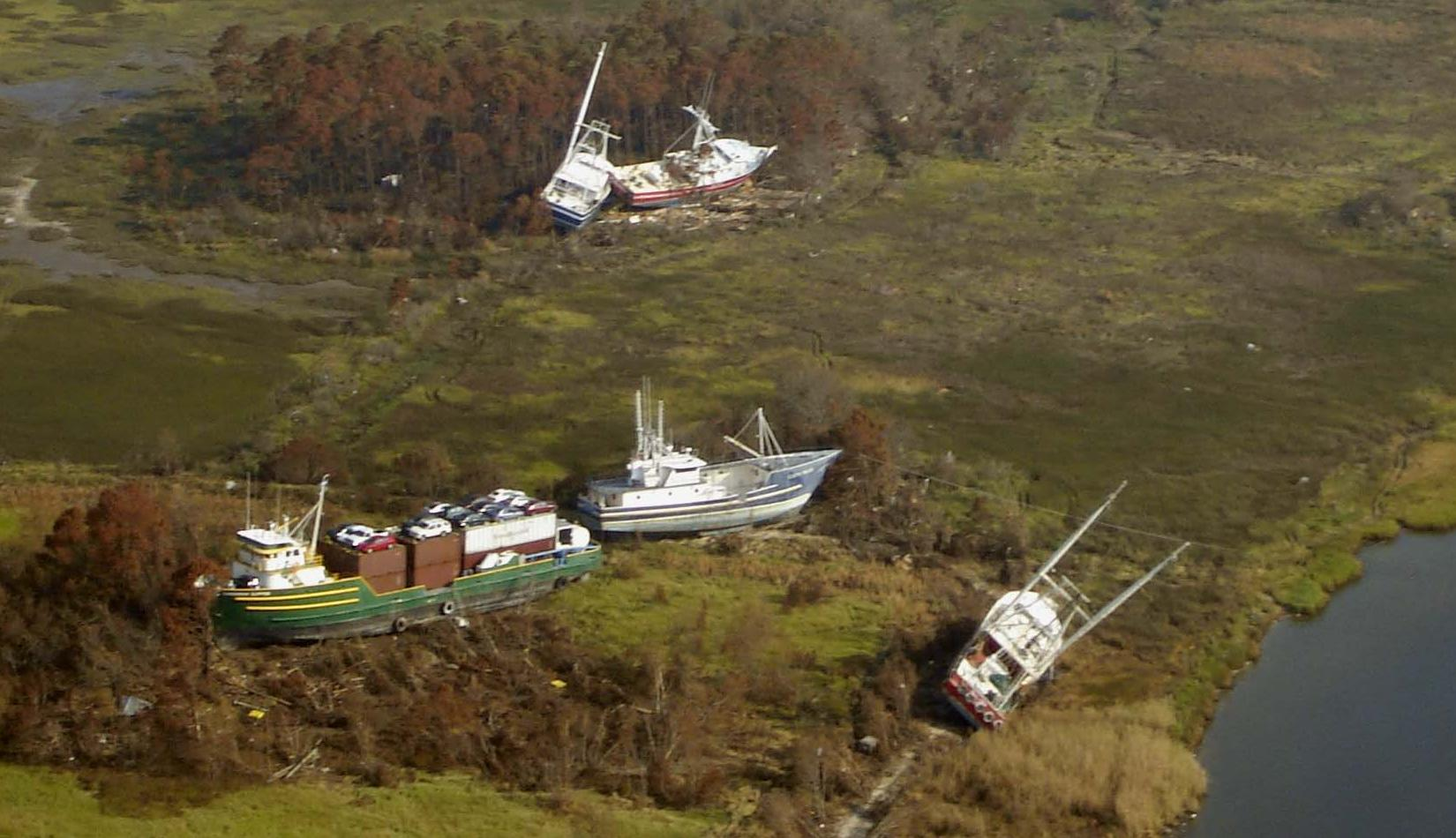
Embarcaciones encalladas en el Bayou La Batre (Alabama), después del paso del huracán Katrina.